# Sawiecki (obwód brzeski)
Sawiecki (biał. Савецкі; ros. Советский) – osiedle na Białorusi, w obwodzie brzeskim, w rejonie baranowickim, w sielsowiecie Horodyszcze, nad zbiornikiem Kutowszczyzna.
Znajduje tu się zapora wodna na Serweczy.